# Закон кратних відношень
Закон кратних відношень (англ. law of multiple proportions; нім. Gesetz n der multiplen Proportionen f pl) — якщо два елементи, що реагують між собою, утворюють декілька сполук, то різні масові кількості одного елемента, що сполучаються з однією і тією ж масовою кількістю другого, відносяться як невеликі цілі числа. Даний закон сформульовано в 1803 році Джоном Дальтоном. Відтак, елементи завжди з'єднуються між собою в певних масових кількостях, що відповідають їх еквівалентам.
Цей закон стосується лише дальтонідів і його зручно проілюструвати на оксидах азоту (N2O, NO, N2O3, N2O4, N2O5). де масова кількість кисню, з'єднаного з однаковою масовою кількістю азоту, знаходяться у співвідношенні 1:2:3:4:5.
Інша назва — закон сталих пропорцій. Наприклад, вода утворюється в реакції між воднем і киснем із пропорцією 1 г Н на кожних 8 г О. Вуглець та кисень, реагуючи в пропорціях 3:4 чи 3:8, дають сполуки СО та СО2 відповідно.